# Zhao Tao
Dans ce nom chinois, le nom de famille, Zhao, précède le nom personnel.
Pour les articles homonymes, voir Zhao (homonymie).
Zhao Tao (en chinois simplifié : 赵涛 ; chinois traditionnel : 趙濤 ; pinyin : Zhào Tāo) est une actrice chinoise, née le 28 janvier 1977 à Taiyuan dans la province du Shanxi. Elle commence sa carrière en 1999 et figure dans une dizaine de films. En 2012, pour La Petite Venise (2011), elle est la première Asiatique à remporter le David di Donatello de la meilleure actrice.
Elle est notamment l'actrice fétiche du réalisateur Jia Zhangke, qu'elle a épousé en 2012.

## Biographie

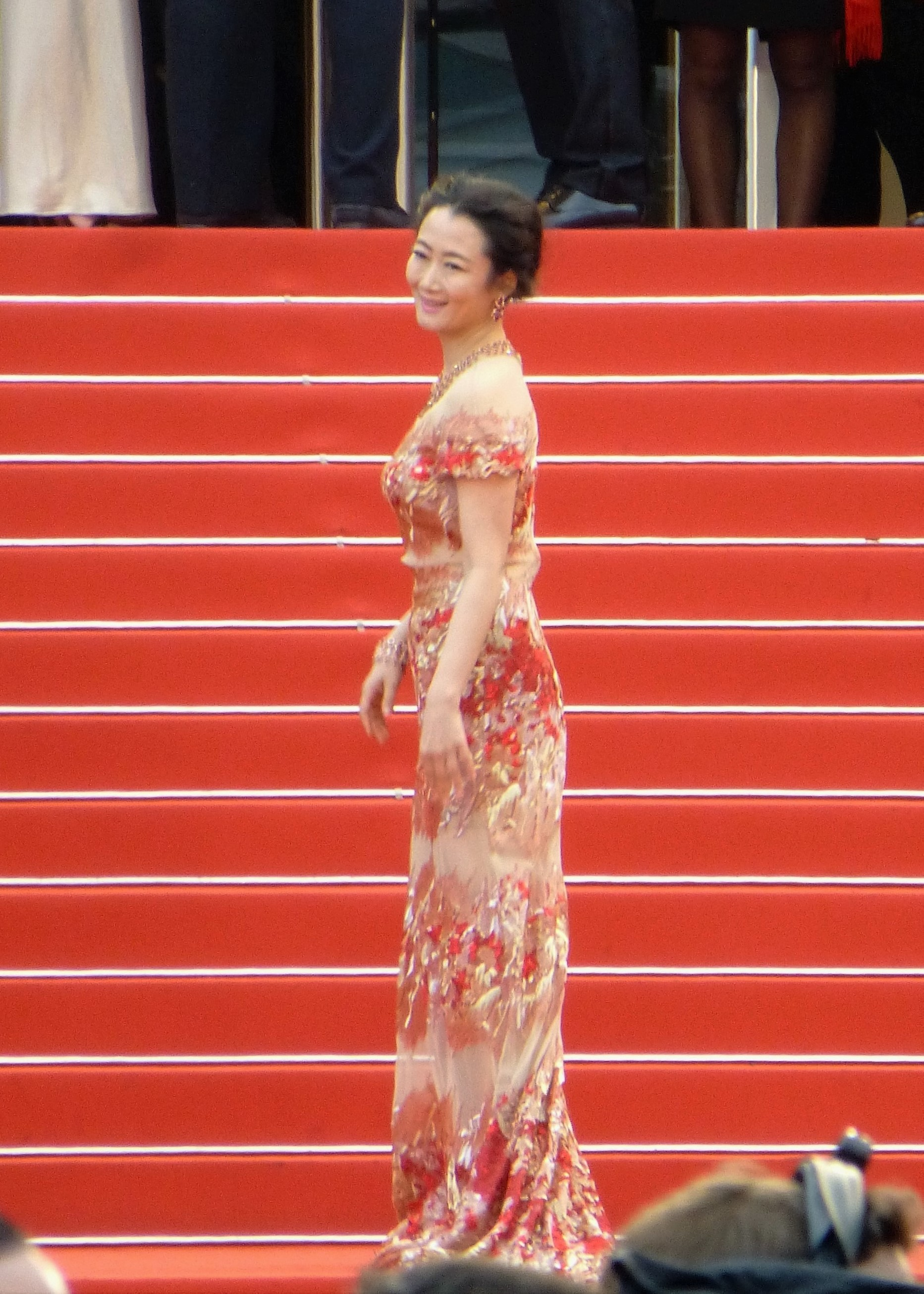
Zhao Tao à Cannes en 2016.

Zhao Tao est née à Taiyuan, préfecture du Shanxi qui est aussi la ville d'origine de l'héroïne qu'elle incarne dans Still Life en 2006.
Enfant, elle étudie la danse classique chinoise. En 1996, elle rejoint l'Académie de danse de Pékin dans la section « danse folklorique ». Elle en sort professeur de danse diplômée et enseigne à l'école normale de Taiyuan, où elle est repérée par le jeune réalisateur Jia Zhangke, lors d'un casting pour le film Platform. Dans ce film, elle se sent « innocente par rapport au cinéma ». 
Pour le film The World, sorti en 2004, elle s'inspire de sa propre expérience car elle avait déjà travaillé dans un parc d'attractions.
En 2011, elle est l'actrice principale de La Petite Venise d'Andrea Segre, qui est présenté à la Mostra de Venise la même année. Pour ce film, elle est récompensée l'année suivante par le David di Donatello de la meilleure actrice, l'équivalent d'un César français, pour son rôle bilingue ; et elle est la première actrice asiatique à recevoir ce prix.
En 2012, elle épouse le cinéaste Jia Zhangke dont elle est l'actrice fétiche et avec qui elle a tourné la majeure partie de ses films : Platform (2000), Plaisirs inconnus (2002), The World (2004), Still Life (2006), 24 City (2008). Il l'emploie ensuite dans A Touch of Sin (2013) puis Au-delà des montagnes, présenté en compétition officielle au Festival de Cannes 2015.
En juin 2019, lors du 22e Festival international du film de Shanghai, elle fait partie du jury présidé par le réalisateur turc Nuri Bilge Ceylan.

## Filmographie partielle

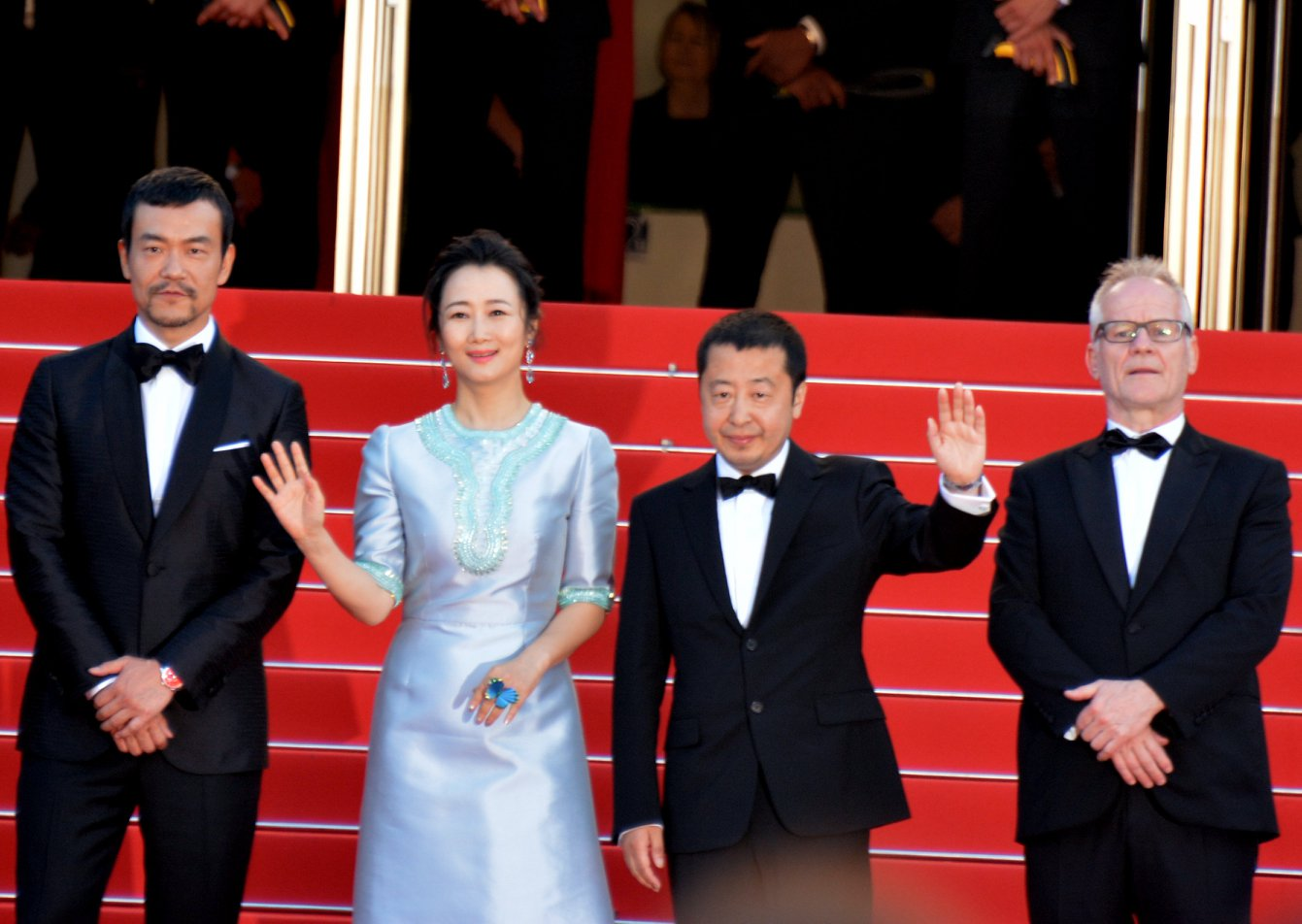
De gauche à droite, à Cannes en 2018, les acteurs Liao Fan et Zhao Tao, le réalisateur Jia Zhangke et le délégué général du Festival, Thierry Frémaux.

- 2000 : Platform (Zhantai) de Jia Zhangke : Ruijuan
- 2002 : Plaisirs inconnus (Ren xiao yao) de Jia Zhangke : Qiao Qiao
- 2004 : The World (Shijie) de Jia Zhangke : Tao
- 2006 : Still Life (Sanxia haoren) de Jia Zhangke : Shen Hong
- 2008 : 24 City (Er shi si cheng ji) de Jia Zhangke : Su Na
- 2010 : Better Life d'Isaac Julien (moyen métrage) : la déesse bleue
- 2011 : La Petite Venise (Io sono li) d'Andrea Segre : Shun Li
- 2013 : A Touch of Sin (Tian zhu ding) de Jia Zhangke : Xiao Yu
- 2015 : Au-delà des montagnes (Shan He Gu Ren) de Jia Zhangke : Shen Tao
- 2018 : Les Éternels de Jia Zhangke : Qiao
- 2024 : Les Feux sauvages de Jia Zhangke : Qiao Qiao

## Récompenses
Prix
- David di Donatello 2012 : David de la meilleure actrice pour La Petite Venise (Io sono li)
- Festival de Miami 2016 : prix d'interprétation pour Au-delà des montagnes
- Festival de Chicago 2018 : prix d'interprétation féminine pour Les Éternels
- Festival de Minsk 2018 : prix d'interprétation féminine pour Les Éternels
- Asia Pacific Screen Award de la meilleure actrice 2018 pour Les Éternels

Nominations
- Golden Horse Film Festival and Awards 2015 : nomination comme meilleure actrice pour Au-delà des montagnes
- Chlotrudis Awards 2017 : nomination comme meilleure actrice pour Au-delà des montagnes
- Golden Horse Film Festival and Awards 2018 : nomination comme meilleure actrice pour Les Éternels